# نهر مانواسو
نهر مانواسو (Rio Manhuaçu) هو نهر في ولاية ميناس جيرايس في جنوب شرق البرازيل.
النهر في حوض نهر دوسي . يمتد عبر محمية فيليشيانو ميغيل أبدالا الخاصة للتراث الطبيعي، والتي تقع على الضفة اليسرى لها، والتي تضم واحدة من المجموعات الحيوانات البرية من الموريكي الشمالي جنس القرود العنكبوتية.